# Кубок Европы по горному бегу 1997
3-й Кубок Европы по горному бегу прошёл 6 июля 1997 года в Эбензе-ам-Траунзе (Австрия). Участники соревновались в дисциплине горного бега «вверх». Разыгрывались 4 комплекта наград: по два в индивидуальном и командном зачётах среди мужчин и женщин.
Соревнования прошли в рамках международного пробега Feuerkogel Berglauf. Участники взбирались на гору Фойеркогель. На старт вышли 109 бегунов (66 мужчин и 43 женщины) из 20 стран Европы. Каждая страна могла выставить до 4 человек в мужской забег и до 3 человек — в женский. Сильнейшие в командном первенстве определялись по сумме мест трёх лучших участников у мужчин и двух лучших — у женщин.
За день до старта соревнования оказались под угрозой срыва из-за сильнейшего ливня, прошедшего в Эбензе. За считанные часы до начала организаторы приняли решение сократить дистанцию на 2 километра у мужчин и женщин из-за сильного ветра в районе финиша. Несмотря на сложные погодные условия, Кубок Европы прошёл на высоком организационном уровне.
Хельмут Шмук во второй раз выиграл турнир. Как и два года назад, когда он стал чемпионом на дебютном Кубке, дистанция имела профиль «вверх», а сам Шмук опередил фаворита забега Антонио Молинари из Италии. Аналогичного успеха добилась швейцарка Эроика Шписс, которая вновь стала лучшей среди женщин и помогла своей команде выиграть командное первенство.

## Призёры
Курсивом выделены участники, чей результат не пошёл в зачёт команды.

### Мужчины
| Дисциплина                    | Золото                                                                    | Золото   | Серебро                                                                 | Серебро  | Бронза                                                                 | Бронза   |
| ----------------------------- | ------------------------------------------------------------------------- | -------- | ----------------------------------------------------------------------- | -------- | ---------------------------------------------------------------------- | -------- |
| 9,5 км перепад высот: +1200 м | Хельмут Шмук Австрия                                                      | 49.46    | Антонио Молинари Италия                                                 | 50.48    | Петер Шац Австрия                                                      | 50.56    |
| 9,5 км (команды)              | Италия · Антонио Молинари · Марко Де Гаспери · Карл Грубер · Лучо Фрегона | 17 очков | Австрия · Хельмут Шмук · Петер Шац · Маркус Крёлль · Рудольф Райтбергер | 18 очков | Словакия · Марцел Матанин · Роберт Петро · Иван Баторы · Любош Ковачик | 27 очков |

### Женщины
| Дисциплина                  | Золото                                                                       | Золото | Серебро                                           | Серебро  | Бронза                                                          | Бронза   |
| --------------------------- | ---------------------------------------------------------------------------- | ------ | ------------------------------------------------- | -------- | --------------------------------------------------------------- | -------- |
| 7 км перепад высот: +1100 м | Эроика Шписс Швейцария                                                       | 49.26  | Кэрол Гринвуд Англия                              | 50.06    | Изабелла Креттенан-Моретти Швейцария                            | 50.22    |
| 7 км (команды)              | Швейцария · Эроика Шписс · Изабелла Креттенан-Моретти · Анна-Урсула Ольбрехт | 4 очка | Англия · Кэрол Гринвуд · Хизер Хисман · Энн Бакли | 13 очков | Франция · Бенедикта Моль · Изабель Гийо · Мартина Жаверзак-Пайе | 16 очков |

## Медальный зачёт
Медали завоевали представители 6 стран-участниц.
 Принимающая страна
| Место | Страна    | Золото | Серебро | Бронза | Всего |
| ----- | --------- | ------ | ------- | ------ | ----- |
| 1     | Швейцария | 2      | 0       | 1      | 3     |
| 2     | Австрия   | 1      | 1       | 1      | 3     |
| 3     | Италия    | 1      | 1       | 0      | 2     |
| 4     | Англия    | 0      | 2       | 0      | 2     |
| 5     | Словакия  | 0      | 0       | 1      | 1     |
| 5     | Франция   | 0      | 0       | 1      | 1     |
| Всего | Всего     | 4      | 4       | 4      | 12    |